# Jean Péricart
Jean Péricart, né le 8 février 1928, à Lagny-sur-Marne, et mort le 24 juin 2011, à Saint-Malo, est un ingénieur et entomologiste français, spécialiste des coléoptères Curculionidae, et des hétéroptères ("punaises"), et auteur d'un grand nombre d'ouvrages de référence sur le sujet.

## Biographie
Diplômé en ingénierie section électrotechnique en 1950, Jean Péricart effectue l'ensemble de sa carrière professionnelle à la Direction des Études et Recherches d’Électricité de France, soit de 1951 à 1989. Il publie diverses études à propos des réseaux électriques, de la conversion directe de l’énergie thermique en énergie électrique et de la magnétohydrodynamique. Durant cette période, il est également professeur d'électricité dans des écoles spécialisées dans ce domaine. Enfin, il exerce différents mandats électifs au sein d'associations et comités scientifiques. Il reçoit en 1982 le titre honorifique de Chevalier de l’Ordre National du Mérite de la part du Ministère de l’Industrie.
Parallèlement à son activité professionnelle, Jean Péricart est un naturaliste confirmé. Il est successivement influencé et formé dès l'enfance par son instituteur, par un ami de son père, Lucien Daillé, collectionneur de Carabidae ainsi que par Alphonse Hustache, spécialiste des Curculionidae. Il devient ainsi un systématicien et un entomologiste de terrain et spécialise plus particulièrement sur les Coléoptères Curculionides et les Hémiptères. Il est un membre actif de la Société entomologique de France dont il est le président de 1975 à 1985 ainsi que de Faune de France, qu'il relance à partir de 1985,. 
Jean Péricart laisse une œuvre conséquente en matière d'entomologie. Outre ses nombreux articles scientifiques, il est réputé pour ses Faunes de France. Il reçoit Le prix Constant en 1979 pour l’ensemble de ses travaux sur les Hémiptères; le prix Gadeau de Kerville, en 1983, pour « Hémiptères Tingidae euro-méditerranéens » et enfin le prix Réaumur en 1998, pour l’ouvrage « Hémiptères Lygaeidae euro-méditerranéens », tome 84 de la Faune de France. Ces ouvrages ont pour bases ses collections entomologiques propres, celles de ses correspondants ainsi que celles des Museums d'Histoire naturelles de l'ensemble de l'Europe. Quant à la bibliographie exploitée, il se nourrit de 1500 travaux en 26 langues, échelonnés de 1758 à 1998. Ses ouvrages sont réputés à la fois pour la richesse des informations générales que pour les monographies complètes et très illustrés,.
Marié et père de 6 enfants, Jean Péricart meurt le 24 juin 2011 à Saint-Malo, à l'âge de 83 ans.

## Ouvrages «Faune de France»
- n° 69 - Péricart J. -Hémiptères Tingidae euro-méditerranéens. 1983, 618p.
- n° 70 -Péricart J. -Hémiptères Berytidae euro-méditerranéens. 1984, 172 p.
- n° 71 -Péricart J. -Hémiptères Nabidae d'Europe occidentale et du Maghreb. 1987, 186 p.
- n° 74 -Tempère G. & Péricart J. -Coléoptères Curculionidae. 4ème partie. 1989, 534 p.
- n° 77 -Péricart J. -Hémiptères Leptopodidae et Saldidae. 1990, 238 p.
- n° 84a -Péricart J. -Hémiptères Lygaeidae euro-méditerranéens, vol. 1. 1998, 468 p.
- n° 84b -Péricart J. -Hémiptères Lygaeidae euro-méditerranéens, vol. 2. 1998, 453 p.
- n° 84c -Péricart J. -Hémiptères Lygaeidae euro-méditerranéens, vol. 3. 1998, 487 p.
- n° 90 -Derjanschi V. & Péricart J. -Hémiptères Pentatomoidea, Vol 1. 2005, 498 p.
- n° 91 -Heiss E. & Péricart J. -Aradidae, Piesmatidae et Dipsocoromorphes. 2007, 509 p.
- n° 93 -Péricart J. -Hémiptères Pentatomoidea euro-méditerranéens vol.3, 2010, 291 p.